# Dylan Playfair
Dylan Playfair (Fort St. James, 19 giugno 1992) è un attore canadese.

## Biografia
Figlio di Jim Playfair, ex giocatore e professionista e coach di hockey, e Roxanne Playfair, cantante, ha due fratelli, Austin e Jackson.
È canadese ma ha origini scozzesi, rumene e inglesi. Suo zio è Larry Playfair, giocatore di hockey in NHL. A 19 anni si è trasferito a Vancouver, dove ha lavorato come assistente alla produzione in set cinematografici e ha preso parte ad alcuni corsi di recitazione.

## Carriera
È noto per i suoi ruoli in Travelers e Descendants 2. Nel 2017, è stato scelto per interpretare Gil, figlio di Gaston nel Disney Channel Original Movie Descendants 2.

## Filmografia

### Cinema
- ESP² - Fenomeni paranormali (Grave Encounters 2), regia di John Poliquin (2012)
- Stanley's Game Seven 3D – cortometraggio (2012)
- Letterkenny Problems – cortometraggio (2013)
- Beach Head – cortometraggio (2014)
- Profile for Murder (2013)
- Mr. Hockey: The Gordie Howe Story (2013)
- Se Eu Tivesse Asas (2013)
- Damaged (2014)
- Un'azienda per gioco (2014-2016)
- Cheat (2014)
- The Hollow (2015)
- It Stains the Sands Red (2016)
- Gorgeous Morons (2016)
- Dangerous Game: The Legacy Murders, regia di Sean McNamara (2022)

### Televisione
- Some Assembly Required (2014-2016)
- Bella, pazza e impossibile (Damaged), regia di Rick Bota – film TV (2014)
- Haters Back Off (2016)
- Travelers (2016)
- Letterkenny (2016-2017)
- Descendants 2, regia di Kenny Ortega – film TV (2017)
- Under the Sea: A Descendants Short Story, regia di Hasraf Dulull – cortometraggio TV (2018)
- Stoffa da campioni - Cambio di gioco (The Mighty Ducks: Game Changers) – serie TV, 1 episodio (2021)

## Doppiatori italiani
Nelle versioni in italiano delle opere in cui ha recitato, Dylan Playfair è stato doppiato da: 
- Matteo Lioffredi in Descendants 2, Under the Sea: A Descendants Short Story, Descendants 3
- Federico Zanandrea in Dangerous Game: The Legacy Murders